# Ocinara ruficollis
Ocinara ruficollis är en fjärilsart som beskrevs av Embrik Strand. Ocinara ruficollis ingår i släktet Ocinara och familjen silkesspinnare. Inga underarter finns listade i Catalogue of Life.